# Bob Norster
Robert Leonard Norster, detto Bob (Ebbw Vale, 23 giugno 1957), è un ex rugbista a 15 internazionale per il Galles che rappresentò anche i British Lions nel ruolo di seconda linea; militò per 11 stagioni nel Cardiff RFC e dopo la fine dell'attività agonistica fu team manager della nazionale gallese, nonché dirigente del Cardiff e della franchise del Cardiff Rugby.
Ha fatto il suo esordio con la nazionale il 20 marzo 1982 contro la Scozia. Nel 1983 è stato selezionalo per il tour in Nuova Zelanda dei British and Irish Lions e nel 1989 per quello in Australia.
Ha preso parte, giocando tre partite, alla Coppa del Mondo 1987, competizione nella quale il Galles è arrivato terzo.
Il 13 marzo 1989 ha disputato la sua ultima partita internazionale contro l'Inghilterra.
Durante la sua carriera ha giocato nel Cardiff RFC.